# Scuola di Amsterdam

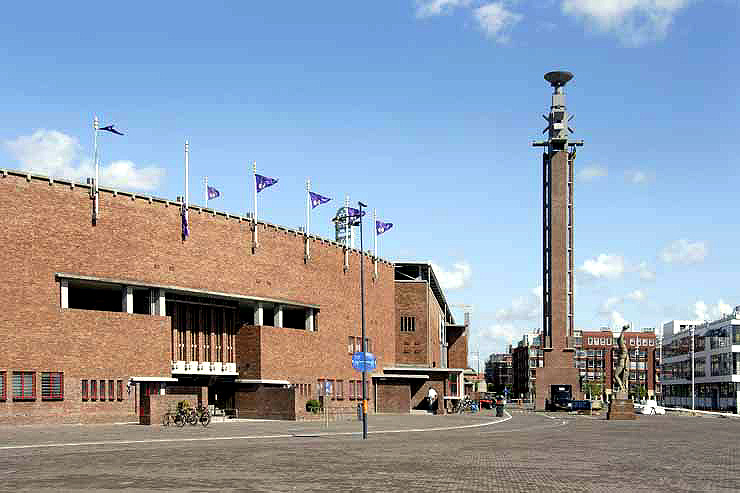
Olympisch Stadion di Amsterdam (1928), progettato da Jan Wils

La Scuola di Amsterdam (in olandese: Amsterdamse School) è uno stile architettonico che si sviluppò nei Paesi Bassi tra il 1910 e il 1930. Il movimento della Scuola di Amsterdam fa parte dell'architettura espressionista e a volte è collegato all'espressionismo a mattoni tedesco.
Gli edifici della Scuola di Amsterdam sono caratterizzati da costruzioni a mattoni con murature complicate, un aspetto arrotondato, masse relativamente tradizionali e l'integrazione di elaborati elementi di costruzione: muratura decorativa, vetrate artistiche, ferro battuto e guglie. L'obiettivo era quello di creare un'esperienza architettonica totale, sia all'interno che all'esterno.

## Differenti movimenti modernisti degli anni 1920
Pervaso dagli ideali socialisti, lo stile della Scuola di Amsterdam era spesso impiegato nei quartieri popolari, nelle istituzioni pubbliche e nelle scuole. In molte città olandesi Hendrik Berlage progettò i nuovi piani regolatori, mentre gli architetti della Scuola di Amsterdam si occuparono spesso della progettazione degli edifici.
Per quanto riguarda lo stile architettonico, Michel de Klerk aveva una visione differente da quella di Berlage. Nella rivista Bouwkundig Weekblad 45/1916 de Klerk criticò gli edifici realizzati da Berlage nello stile tradizionalista olandese come il Beurs van Berlage del 1905, che è considerato il punto di partenza dell'architettura tradizionalista.

## Storia
La Scuola di Amsterdam nasce ad Amsterdam nell'ufficio dell'architetto Eduard Cuypers, che, sebbene non fosse un architetto progressista, diede ai suoi dipendenti molte opportunità di sviluppo. I tre leader della scuola di Amsterdam Michel de Klerk, Jo van der Mey e Piet Kramer lavorarono infatti tutti per Cuypers fino al 1910. Nel 1905 Amsterdam fu la prima città a stabilire un regolamento edilizio e successivamente la città assunse Johan van der Mey con la speciale qualifica di "consulente estetico", in modo da garantire l'unità artistica alle proprie costruzioni.

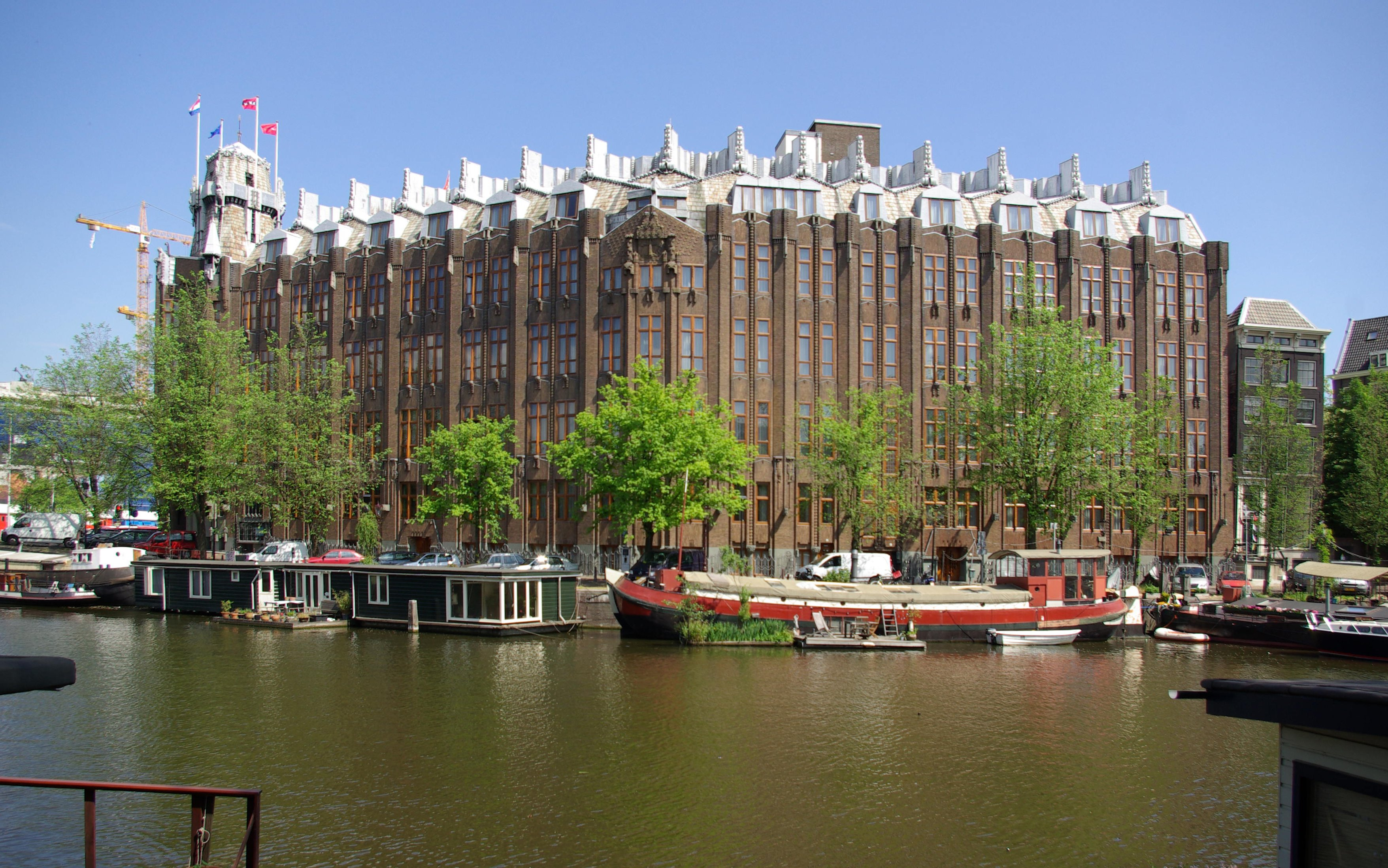
La Scheepvaarthuis (lett. "Casa delle Compagnie Marittime"), Amsterdam. Architetti: Johan van der Mey, Michel de Klerk, Piet Kramer

La cooperativa commerciale Scheepvaarthuis (traducibile come "Casa delle Compagnie Marittime") del 1912 fu una delle commissioni più importanti di Van der Mey ed oggi è considerata il punto di partenza del movimento, in cui de Klerk, Van der Mey e Kramer lavorarono insieme per costruire un edificio dallo stile innovativo. La maggior parte delle costruzioni della Scuola di Amsterdam si trova nella capitale olandese: il movimento e molti dei suoi membri, infatti, svolsero un ruolo centrale all'interno dei piani regolatori di Berlage per l'espansione di Amsterdam.
I più importanti architetti e artisti della Scuola di Amsterdam furono Michel de Klerk e Piet Kramer. Tra gli altri membri della Scuola spiccano Jan Gratama (creatore del nome del movimento), Berend Tobia Boeyinga, P. H. Endt, H. Th. Wijdeveld, J. F. Staal, C. J. Blaauw e P. L. Marnette. La rivista Wendingen ("Svolte" o "Cambiamenti"), pubblicata tra il 1918 e il 1931, fu il periodico di riferimento del movimento.
Dopo la morte di De Klerk nel 1923, lo stile perse parte della sua energia propulsiva. Il grande magazzino De Bijenkorf  (lett. "L'alveare") a L'Aia, progettato da Piet Kramer nel 1926, è considerato l'ultimo esempio di espressionismo "classico" della Scuola.
L'influenza della Scuola di Amsterdam perdurò nelle Indie orientali olandesi, dove uno dei suoi principali sostenitori fu il pionieristico architetto indonesiano Liem Bwan Tjie.